# Contrapologética
Dentro de la crítica a la religión, la contra-apologética es un campo de pensamiento que critica la apologética religiosa. Cada apologista religioso critica la defensa de otras religiones, aunque el término "contra-apologética" se aplica con frecuencia a la crítica de la religión en general por los librepensadores y ateos. Luke Muehlhauser, el exdirector ejecutivo del Machine Intelligence Research Institute, defiende la contra-apologética como "una respuesta a la apologética cristiana... Examinando los reclamos y las tácticas de los apologistas cristianos y luego dotándole [a un pensador] de respuestas escépticas a estas".
En 2006, el Ateo Nuevo, bloguero y anfitrión televisivo Matt Dillahunty, fundó Iron Chariots, una enciclopedia de contra-apologética (ver Iron Chariots para el origen del nombre), utilizando el software MediaWiki. El bloguero y apologista cristiano J.W. Wartick respondió a Iron Chariots con publicaciones a los que llamó "contra-contra apologética (counter-counter apologetics)".
En su blog, como parte de su serie "why they don't believe", el apologista y teólogo cristiano Randal Rauser invitó a un bloguero anónimo que se hacía llamar Contra Apologista para explicar su contra-parte, y Rauser proporcionó sus propios contra-argumentos.
Se entiende que el Nuevo Testamento contiene apologética, pero la contra-apologética también aparece en la teología cristiana. El teólogo John Milbank escribió en una obra de 2012 que el cristianismo "hace espacio para" la contra-apologética al no ser un sistema de pensamiento gnóstico, y señala la "auténtica fusión cristiana de la apologética y la contra-apologética" tal como está en oposición al nihilismo antimaterial de Browning's Caliban. Del mismo modo, el erudito bíblico y teólogo Loveday Alexander escribió que el análisis de los libros de la Biblia Lucas y Hechos por otros dos autores muestra que contienen características de contra-apologética, tal vez para transmitir una perspectiva pro-romana al lector.